# Susanne von Falkenhausen
Susanne Gabriele Regula Freiin von Falkenhausen (* 24. März 1951 in Göttingen) ist eine deutsche Kunsthistorikerin und Kunstkritikerin. Sie führte als eine der ersten Lehrenden in den frühen 1990er Jahren feministische, gendertheoretische und dekonstruktivistische Theorieansätze in die Kunstgeschichte ein.

## Werdegang und Wirken
Ihre Eltern sind Kurt Freiherr von Falkenhausen und Gabriele von Taysen, Tochter der Clara von der Leyen und des Generals Adelbert von Taysen. Sie hat vier Geschwister, der Bruder Hans Georg starb sehr früh. Die Eltern hatten 1942 in Potsdam geheiratet. Freiherr Gotthard von Falkenhausen ist ihr Onkel, Vera von Falkenhausen ist ihre Cousine. Freiherr Friedrich von Falkenhausen ist der Großvater von Vera, Ludwig von Falkenhausen der Urgroßvater.
Susanne von Falkenhausen studierte von 1970 bis 1978 Kunstgeschichte, Philosophie und Germanistik in Wien und Heidelberg. 1979 promovierte sie an der Ruprecht-Karls-Universität Heidelberg (Der Zweite Futurismus und die Kunstpolitik des Faschismus in Italien von 1922 bis 1943); 1991 habilitierte sie sich an der Universität Tübingen, Venia Legendi für Kunstgeschichte (Italienische Monumentalmalerei im Risorgimento 1830–1890. Strategien nationaler Bildersprache).
Nach einem Volontariat von 1982 bis 1984 an den Staatlichen Museen zu Berlin (mit Stationen in der Neuen Nationalgalerie, dem Kupferstichkabinett sowie dem Kunstgewerbemuseum) übernahm Susanne von Falkenhausen von 1984 bis 1986 die Geschäftsführung der Neuen Gesellschaft für Bildende Kunst (NGBK), Berlin. Sie nahm in der Folge Gastprofessuren 1991 an der Universität Tübingen, 1991/92 an der Johann-Wolfgang-Goethe-Universität Frankfurt am Main, 1992 an der Humboldt-Universität zu Berlin sowie 1992/93 an der Technischen Universität Berlin (als Hochschuloberassistentin) an.
1973/74 führte sie das Schurman-Scholarship for the Ph.D.Programme an die Cornell University, Ithaca, N.Y., USA. Weitere Forschungsstipendien folgten, wie für die Bibliotheca Hertziana in Rom (1979–81), für das Kunsthistorische Institut in Florenz (1987) sowie für das Clark Art Research Institute, Williamstown, Mass., USA (2005).
Seit 1993 ist sie Professorin für Neuere Kunstgeschichte mit Schwerpunkt Moderne an der Humboldt-Universität zu Berlin. Susanne von Falkenhausen war von 1998 bis 2007 Mitglied des Graduiertenkollegs Codierung von Gewalt im medialen Wandel an der Humboldt-Universität zu Berlin, von 2000 bis 2006 Vorsitzende der Auswahlkommission Genderstudies für das Berliner Programm zur Förderung der Chancengleichheit für Frauen in Forschung und Lehre, für das sie zudem von 2000 bis 2006 als Mitglied der Auswahlkommission für Universitätsprogramme tätig war. Seit 2001 ist von Falkenhausen Beiratsmitglied des Bremer Forschungskollektivs Thealit, in dessen Zentrum Geschlechterdifferenz und die ihr inhärenten Machtverhältnisse sowie ihre Auswirkungen auf wissenschaftliche und künstlerische Praktiken stehen. Von 2003 bis 2009 war sie Member of the International Advisory Board, Art History.

## Forschungsschwerpunkte
Susanne von Falkenhausens Forschungsschwerpunkte umfassen Kunst, Architektur und Macht seit der Französischen Revolution, die Kunst des 19. Jahrhunderts, Geschlechterforschung in der Kunstgeschichte der Moderne, Theorien und Praxen von Repräsentation, Rhetorik und medialer Codierung in der Kunst seit 1945, Fragen der Interdisziplinarität in Kunstgeschichte und Kunstwissenschaft sowie das Verhältnis von Kunstgeschichte zu Cultural- und Visual Studies.
Wesentlicher Grundbestandteil ihrer Forschung ist eine umfassende Repräsentationskritik. Als eine der ersten Lehrenden in Deutschland führt von Falkenhausen Anfang der 1990er Jahre feministische, dekonstruktivistische und poststrukturalistische Theorieansätze, insbesondere die Theorien von Judith Butler, in die Kunstgeschichte und ihre Vermittlung ein. So gilt das Hauptaugenmerk von Falkenhausens einem interdisziplinär ausgerichteten Veranstaltungs- sowie Lehrangebot, dem eine Auffassung von Kunstgeschichte zugrunde liegt, die Bildgenerierung, deren spezifischen Machtverhältnisse sowie geschlechtsspezifische Konnotationen betrachtet. In den letzten Jahren richtet sich ihre Forschung zunehmend auch auf das mitunter schwierige Verhältnis zwischen Kunstgeschichte und Visual Culture Studies. Hierfür seien die mitorganisierte 7. Kunsthistorikerinnen-Tagung (Berlin 2002), zahlreiche Seminare am Institut für Kunst- und Bildgeschichte der Humboldt-Universität zu Berlin (darunter: Kunstgeschichte heute: Ihr Verhältnis zur Bildwissenschaft und Visual Culture Studies, WS 2005/2006; Visual Culture Studies, Identität und Politiken der Sichtbarkeit, SoSe 2006), sowie der Vortrag Excentric Identities – Intimität und fotografischer Apparat in der Deutschen Guggenheim Berlin (2008) genannt.
Selbst aber wenn von Falkenhausen 2007 konstatiert: „Die Kunstgeschichte ist nun, mit der Jahrtausendwende, in den Status einer ,Vater/Mutter’-Disziplin hineingewachsen: traditionsbewusst, in den Augen der ,Söhne/Töchter’ Visual Culture Studies und Bildwissenschaft veraltet, engstirnig und nicht mehr auf dem letzten Stand.“, so verlieren die Kunstgeschichte und ihre Methoden ihrer Meinung nach nicht an Bedeutung. So betrachtet, vermag der „Status von Kunst als einer ausgewiesenen Praxis mit dem entsprechenden Apparat […] wie in einem Brennglas exemplarische Aufschlüsse für den zentralen Gegenstand der Visual Culture Studies zu bündeln: über die Praktiken des Sehens im Felde der Macht.“ (Vgl. hierzu Susanne von Falkenhausen: Verzwickte Verwandtschaftsverhältnisse: Kunstgeschichte, Visual Culture, Bildwissenschaft. In: Philine Helas, Maren Polte, Claudia Rückert, Bettina Uppenkamp (Hrsg.): Bild/Geschichte. Festschrift für Horst Bredekamp. Berlin 2007, S. 3–13.)
Bilder – sowohl der scheinbar überkommenen Historienmalerei als auch der zeitgenössischer Kunstproduktion – werden von Susanne von Falkenhausen als sinn- und wirklichkeitsstiftende Agenten innerhalb komplexer Kommunikationsprozesse analysiert: Sie sind nicht nur Teil von Diskursen, sondern haben das Potential, selbst diskursiv wirksam zu sein. Damit zeigt sie zugleich die Aktualität und die Möglichkeiten kunsthistorischer Forschung auf, die sowohl an der Formierung und Kritik vergangener und gegenwärtiger kultureller Repertoires beteiligt ist, andererseits konfligierende Geschichts- und Sinnschichten aufspüren kann.
Susanne von Falkenhausen überträgt diesen Ansatz auch auf die Architektur und ihre Darstellung. Die Monografie KugelbauVisionen. Kulturgeschichte einer Bauform von der Französischen Revolution bis zum Medienzeitalter (2008) verfolgt den Kugelbau als Einheit suggerierenden Kultraum bis in die Gegenwart und mündet in einer Kritik totalisierender Bedeutungsräume, auch der digitalen Netzmetaphorik.
Ein weiterer Forschungsschwerpunkt  ist  der italienische Futurismus. Das 100-jährigen Jubiläum des Futuristischen Manifests von Filippo Tommaso Marinetti war 2009 Anlass für eine erneute Reflexion zum Verhältnis von Kunst und Macht, die herkömmliche Lektüren hinsichtlich einer Instrumentalisierung der Kunst seitens des politischen Systems dezidiert umdeutet: Künstler und Regime hätten sich von Falkenhausen zufolge vielmehr gegenseitig legitimiert, als dass von einem Missbrauch der Kunst gesprochen werden könnte.
Susanne von Falkenhausen verfasste zahlreiche Aufsätze und Artikel in Katalogen und Kunstzeitschriften wie Texte zur Kunst oder kritische berichte. Eine Auswahl dieser Texte findet sich in: Susanne von Falkenhausen, Ilaria Hoppe (Hrsg.): Bettina Uppenkamp (Hrsg.): Elena Zanichelli (Hrsg.): Praktiken des Sehens im Felde der Macht. Gesammelte Schriften. Hamburg 2011.

## Publikationen
Monographien und Herausgeberschaften
- Der Zweite Futurismus und die Kunstpolitik des Faschismus in Italien von 1922 bis 1943. Haag & Herchen Verlag, Frankfurt am Main 1979.
- Mitautorin: Prints and Drawings by Adolph Menzel. A Selection from the Collections of the Museums of West Berlin, The Fitzwilliam Museum, Cambridge 1984.
- Mitautorin: Adolph Menzel – Zeichnungen, Druckgraphik und illustrierte Bücher. Ein Bestandskatalog der Nationalgalerie, des Kupferstichkabinetts und der Kunstbibliothek, Berlin 1984.
- Italienische Monumentalmalerei im Risorgimento 1830-1890. Strategien nationaler Bildersprache. Berlin 1993.
- Hrsg. mit Silke Förschler, Ingeborg Reichle, Bettina Uppenkamp: (Neue)Medien: Medialität – Kultureller Transfer – Geschlecht. Marburg 2004.
- KugelbauVisionen. Kulturgeschichte einer Bauform von der Französischen Revolution bis zum Medienzeitalter. Bielefeld 2008.
- Susanne von Falkenhausen: Praktiken des Sehens im Felde der Macht. Gesammelte Schriften. Hrsg. von Elena Zanichelli, Bettina Uppenkamp et al.
- Jenseits des Spiegels. Das Sehen in Kunstgeschichte und Visual Culture Studies. Fink: Paderborn 2015
- Beyond the Mirror. Seeing in Art History and Visual Culture Studies. transcript: Bielefeld 2020  sowie open access

## Genealogie
- Hans Friedrich von Ehrenkrook, Friedrich Wilhelm Euler, Walter von Hueck, u. a : Genealogisches Handbuch der Freiherrlichen Häuser. B (Briefadel). 1957. Band II, Band 16 der Gesamtreihe GHdA, Hrsg. Deutsches Adelsarchiv, C. A. Starke, Glücksburg/Ostsee 1957, S. 101 f.